# Kawabe
Kawabe (川辺町?) è una cittadina giapponese della prefettura di Gifu.